# Рейд на аэродром Сиди-Ханейш
Рейд на аэродром Сиди-Ханейш — боевая операция, проведенная в ночь на 26 июля 1942 года в Египте в ходе кампании в Западной Африке во время Второй мировой войны. Подразделение британской специальной воздушной службы под командованием майора Дэвида Стирлинга атаковало немецкий аэродром Сиди-Ханейш в нескольких километрах к западу от Мерса-Матруха. Самолеты, использовавшиеся для перевозки грузов силам Оси, были уничтожены или повреждены пулеметным огнем и взрывчаткой. В результате операции немцы сняли с фронта часть войск для усиления гарнизонов в тылу.